# 1º Congresso degli Stati Uniti d'America

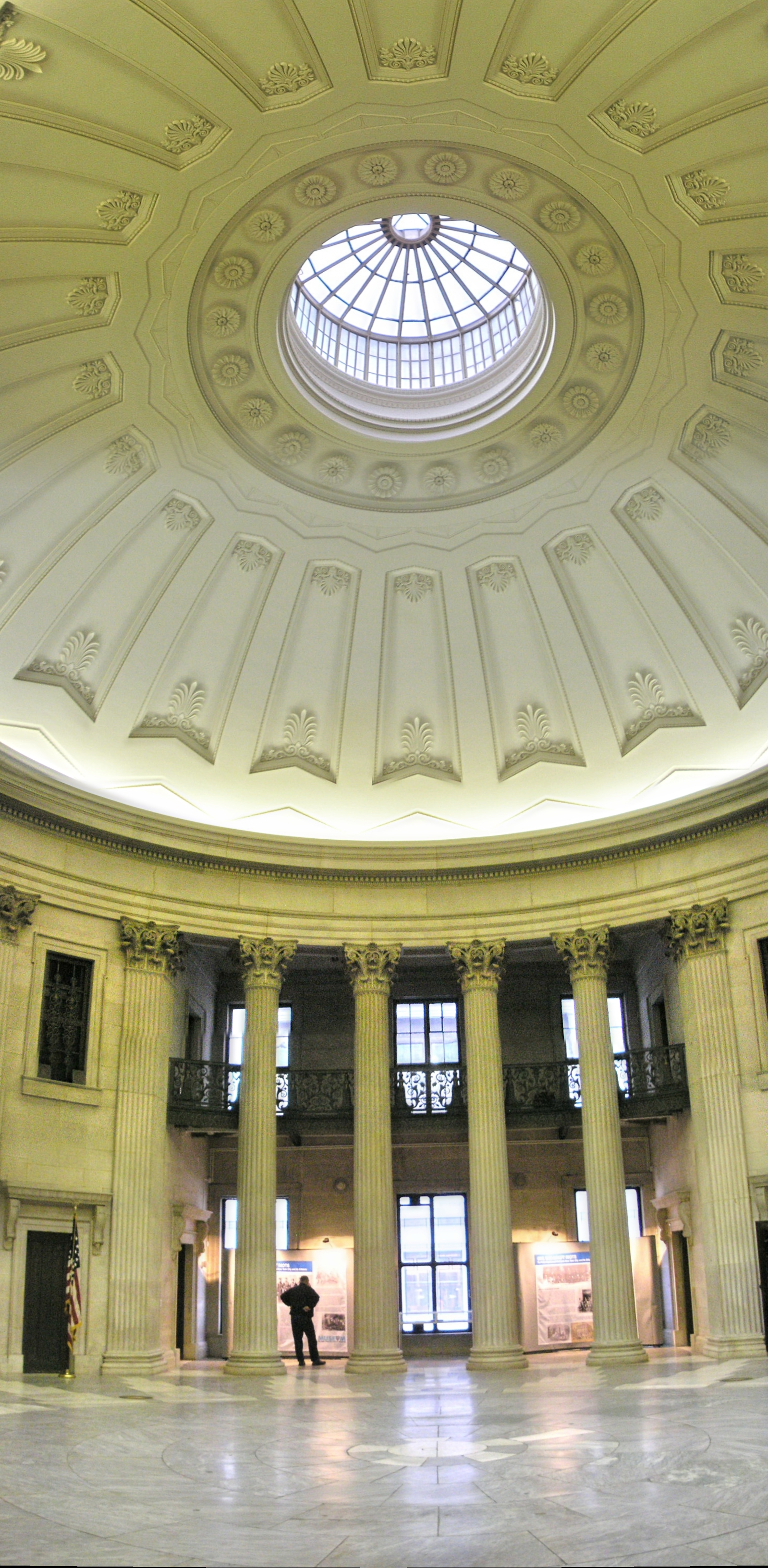
Federal Hall a New York

Il 1º Congresso degli Stati Uniti d'America, formato dal Senato e dalla Camera dei rappresentanti, si riunì dal 4 marzo 1789 al 3 marzo 1791, durante i primi due anni della presidenza di George Washington, prima nella Federal Hall al 26 di Wall Street a New York e poi nella Congress Hall di Filadelfia. Con la sua prima seduta, prese ufficialmente avvio il governo federale degli Stati Uniti sotto l'egida della nuova costituzione, emanata nel 1787 (e che ancora oggi è in vigore).
La ripartizione dei seggi nella Camera dei rappresentanti si basava sulle disposizioni dell'articolo I, sezione 2, comma 3 della Costituzione degli Stati Uniti d'America. In entrambe le Camere si affermò la maggioranza del Pro-Administration Party (che successivamente divenne noto con il nome di Partito Federalista), il primo partito politico a costituirsi nella storia degli Stati Uniti. Da questo primo Congresso vennero approvati dodici emendamenti alla Costituzione, inviati poi ai singoli Stati per la ratifica; i dieci emendamenti che passarono la procedura di ratifica sono conosciuti nel loro insieme come la Dichiarazione dei diritti (Bill of Rights).

## Eventi importanti
- 1º aprile 1789: la Camera dei rappresentanti raggiunge il quorum ed elegge i suoi funzionari.
- 6 aprile 1789: il Senato raggiunge il quorum ed elegge i suoi funzionari. Lo stesso giorno la Camera e il Senato si riuniscono in seduta comune per contare i voti del Collegio elettorale, per poi certificare che George Washington è stato eletto Presidente degli Stati Uniti, e che John Adams (avendo ricevuto 34 voti a favore su 69) è il vicepresidente.
- 30 aprile 1789: cerimonia di inaugurazione della presidenza di George Washington nella Federal Hall di New York.
- 8 gennaio 1790: il presidente Washington tiene di fronte al Congresso in seduta comune il primo discorso sullo stato dell'Unione.
- 20 giugno 1790: si chiude il cosiddetto "compromesso del 1790", concluso fra Alexander Hamilton da un lato e Thomas Jefferson e James Madison dall'altro, con il quale questi ultimi ottengono che la capitale fosse al Sud (nel distretto di Columbia) in cambio della possibilità, da parte del Tesoro federale, di assumere la gestione del debito pubblico.

## Atti legislativi più importanti approvati

### I sessione
La I sessione, dal 4 marzo 1789 al 29 settembre 1789, si tenne nella Federal Hall di New York.
- 1 giugno 1789: 1 Stat. 23, ch. 1 (An Act to regulate the Time and Manner of Administering Certain Oaths) - La legge regola la procedura del giuramento dei membri del Congresso, previsto dall'art. VI della Costituzione.
- 4 giugno 1789: 1 Stat. 24, ch. 2 (An Act for laying a Duty on Goods, Wares and Merchandises imported into the United States) - La legge istituisce dei dazi doganali a protezione delle industrie e manifatture statunitensi.
- 27 luglio 1789: 1 Stat. 28, ch. 4 (An Act for establishing an Executive Department, to be denominated the Department of Foreign Affairs) - La legge istituisce il Dipartimento per gli Affari Esteri, che successivamente divenne il Dipartimento di Stato.
- 31 luglio 1789: 1 Stat. 29, ch. 5 (An Act to regulate the Collection of the Duties imposed by law on the tonnage of ships or vessels, and on goods, wares and merchandises imported into the United States) - La legge istituisce lo United States Customs Service (abolito nel 2003) per organizzare la raccolta dei dazi e delle dogane.
- 7 agosto 1789: 1 Stat. 49, ch. 7 (An Act to establish an Executive Department, to be denominated the Department of War) - La legge istituisce il Dipartimento della Guerra.
- 2 settembre 1789: 1 Stat. 65, ch. 12 (An Act to establish the Treasury Department) - La legge istituisce il Dipartimento del Tesoro.
- 24 settembre 1789: 1 Stat. 73, ch. 20 (An Act to establish the Judicial Courts of the United States) - La legge istituisce il sistema di giustizia federale e introduce la figura del Procuratore generale, il vertice del Dipartimento della Giustizia.

### II sessione
La II sessione, dal 4 gennaio 1790 al 12 agosto 1790, si tenne nella Federal Hall di New York.
- 1 marzo 1790: 1 Stat. 101, ch. 2 (An Act providing for the enumeration of the Inhabitants of the United States) - La legge organizza il primo censimento della popolazione statunitense in accordo all'articolo I della Costituzione.
- 26 marzo 1790: 1 Stat. 103, ch. 3 (An Act to establish an uniform Rule of Naturalization) - La legge regola per la prima volta i requisiti per richiedere la cittadinanza statunitense, limitatamente ai "bianchi liberi", escludendo quindi, tra gli altri, i nativi americani, gli schiavi e la popolazione di origine afroamericana o asiatica.
- 10 aprile 1790: 1 Stat. 109, ch. 7 (An Act to promote the progress of useful Arts) - La legge regola per la prima volta le norme che prevedono il rilascio di brevetti.
- 30 aprile 1790: 1 Stat. 112, ch. 9 (An Act for the Punishment of certain Crimes against the United States) - La legge definisce alcuni dei primi crimini federali degli Stati Uniti (come il tradimento, la pirateria, la contraffazione) ed estende la competenza per la repressione di tali reati alle corti federali istituite l'anno precedente.
- 31 maggio 1790: 1 Stat. 124, ch. 15 (An Act for the encouragement of learning, by securing the copies of maps, charts, and books, to the authors and proprietors of such copies, during the times therein mentioned) - La legge regola per la prima volta il diritto d'autore negli Stati Uniti.
- 16 luglio 1790: 1 Stat. 130, ch. 28 (An Act for establishing the temporary and permanent seat of the Government of the United States) - La legge stabilisce un sito, sul fiume Potomac, dove costruire la sede del governo federale. Sarebbe poi divenuta Washington.
- 22 luglio 1790: 1 Stat. 137, ch. 33 (An Act to regulate trade and intercourse with the Indian tribes) - La legge per la prima volta regola i traffici tra le tribù indiane e gli Stati Uniti nonché i confini delle riserve indiane.
- 4 agosto 1790: 1 Stat. 138, ch. 34 (An Act making provision for the [payment of the] Debt of the United States) - La legge autorizza il Tesoro federale ad incamerare i debiti contratti dalle colonie che poi si sono fuse negli Stati Uniti d'America.
- 4 agosto 1790: 1 Stat. 145, 35 (An Act to provide more effectually for the collection of the duties imposed by law on goods, wares and merchandise imported into the United States, and on the tonnage of ships or vessels) - Tra le tante disposizioni, la legge approva la costituzione della Revenue-Marine, che dal 1915 diventerà la Guardia Costiera.
- 10 agosto 1790: 1 Stat. 180, ch. 39 (An Act making further provision for the payment of the debts of the United States) - La legge approva un aumento dei dazi doganali approvato l'anno precedente per far fronte alle crescenti esigenze del governo federale.

### III sessione

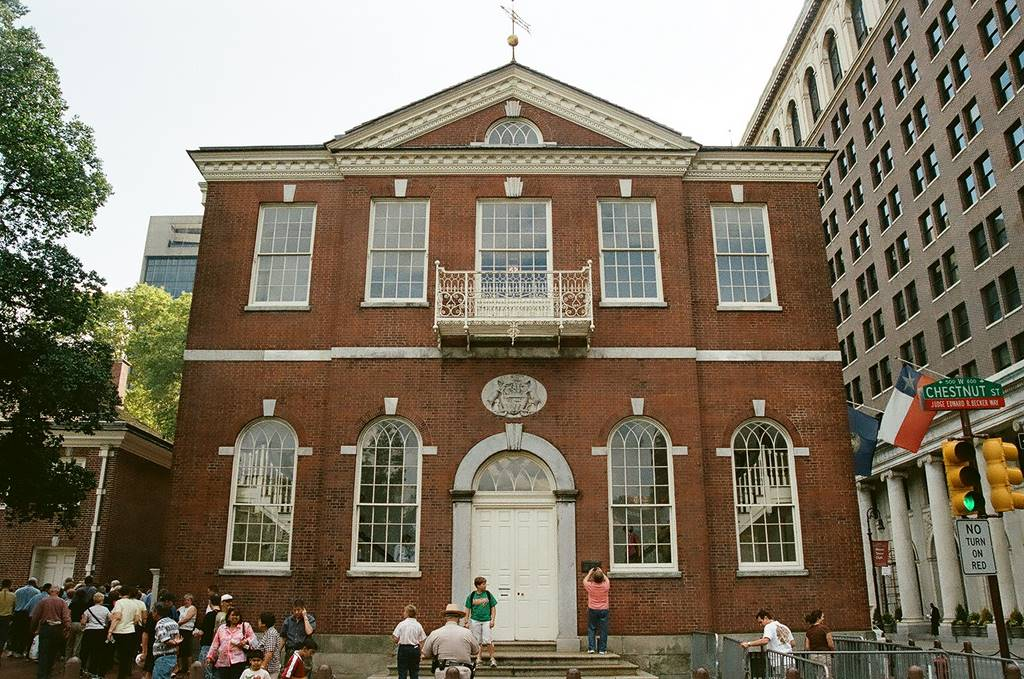
Congress Hall a Filadelfia

La III sessione, dal 6 dicembre 1790 al 3 marzo 1791, si è tenuta presso la Congress Hall di Filadelfia.
- 18 febbraio 1791: 1 Stat. 191, ch. 7 (An Act for the admission of the State of Vermont into this Union) - La legge approva l'ammissione agli Stati Uniti del Vermont a far data dal 4 marzo 1791.
- 25 febbraio 1791: 1 Stat. 191, ch. 10 (An Act to incorporate the subscribers to the Bank of the United States) - La legge approva l'istituzione della Prima banca degli Stati Uniti d'America, de facto la prima banca centrale della storia degli Stati Uniti.
- 3 marzo 1791: 1 Stat. 199, ch. 15 (An Act repealing, after the last day of June next, the duties heretofore laid upon Distilled Spirits imported from abroad, and laying others in their stead; and also upon Spirits distilled within the United States, and for appropriating the same) - La legge, conosciuta come Whiskey Act, stabilisce una nuova tassa da applicare alla produzione statunitense di distillati. La legge ha poi fatto scoppiare la Whiskey Rebellion in Pennsylvania (che durò fino al 1794).

## Emendamenti alla Costituzione approvati
- 29 settembre 1789: 1 Stat. 97  Vengono approvati 12 emendamenti alla Costituzione che stabiliscono specifiche garanzie alla libertà personale e ai diritti dei cittadini statunitensi, oltre che diverse limitazioni del potere del governo federale. Gli emendamenti vengono quindi inviati ai singoli Stati per la loro approvazione. A parte il primo articolo (mai approvato ed ancora in attesa della ratifica degli Stati) e il secondo (che poi venne ratificato come "XXVII Emendamento" soltanto il 7 maggio 1992), gli articoli dal 3 al 12 sono stati ratificati il 15 dicembre 1791. Collettivamente prendono il nome di Bill of Rights.

## Ratifica della Costituzione da parte di nuovi Stati
- 21 novembre 1789: la Carolina del Nord ratifica la Costituzione degli Stati Uniti e diventa il 12º stato degli Stati Uniti d'America.
- 29 maggio 1790: il Rhode Island ratifica la Costituzione degli Stati Uniti e diventa il 13º stato degli USA.

## Modifiche territoriali
26 maggio 1790: da terre cedute dallo stato della Carolina del Nord viene creato il Territorio a sud del fiume Ohio (1 Stat. 123, ch. 14), preludio dell'incorporazione di questa area al territorio effettivo degli Stati Uniti.

## Partiti
Durante questo Congresso non vi furono dei veri e propri partiti. I suoi membri si organizzarono in fazioni legate da interessi comuni, che però sono state solo successivamente definite sulla base dell'analisi delle loro votazioni.

### Senato

La composizione del Senato alla fine del 1º Congresso. In verde più scuro la maggioranza dei cosiddetti pro-Administration.

Durante questo Congresso sono stati aggiunti due seggi per la Carolina del Nord e due seggi per il Rhode Island, dopo che questi due Stati hanno ognuno ratificato la Costituzione degli Stati Uniti.
|                             | Fazioni In verde la maggioranza | Fazioni In verde la maggioranza |         |   |
| Anti-Amministrazione (A)    | Pro-Amministrazione (P)         | Totali                          | Vacanti |   |
| --------------------------- | ------------------------------- | ------------------------------- | ------- | - |
|                             |                                 |                                 |         |   |
| Congresso precedente        | 0                               | 0                               | 0       | 0 |
|                             |                                 |                                 |         |   |
| Inizio                      | 7                               | 13                              | 20      | 2 |
| Fine                        | 8                               | 18                              | 26      | 0 |
| % Fine                      | 30,8 %                          | 69,2%                           |         |   |
|                             |                                 |                                 |         |   |
| Inizio Congresso successivo | 9                               | 16                              | 25      | 1 |

### Camera dei rappresentanti

La composizione del Camera dei rappresentanti all'inizio del suo mandato.

La composizione della Camera dei rappresentanti alla fine del suo mandato.

Durante questo Congresso sono stati aggiunti cinque seggi per i rappresentanti della Carolina del Nord e uno per quello del Rhode Island, una volta che questi stati hanno ratificato la Costituzione.
|                             | Fazioni In verde la maggioranza | Fazioni In verde la maggioranza |         |   |
| Anti-Amministrazione (A)    | Pro-Amministrazione (P)         | Totali                          | Vacanti |   |
| --------------------------- | ------------------------------- | ------------------------------- | ------- | - |
|                             |                                 |                                 |         |   |
| Congresso precedente        | 0                               | 0                               | 0       | 0 |
|                             |                                 |                                 |         |   |
| Inizio                      | 23                              | 31                              | 54      | 5 |
| Fine                        | 28                              | 36                              | 64      | 1 |
| % Fine                      | 43,8%                           | 56,3%                           |         |   |
|                             |                                 |                                 |         |   |
| Inizio Congresso successivo | 29                              | 39                              | 68      | 1 |

## Leadership

### Senato
- Presidente: John Adams
- Presidente pro tempore: John Langdon

### Camera dei rappresentanti
- Speaker: Frederick Muhlenberg

## Membri

### Senato

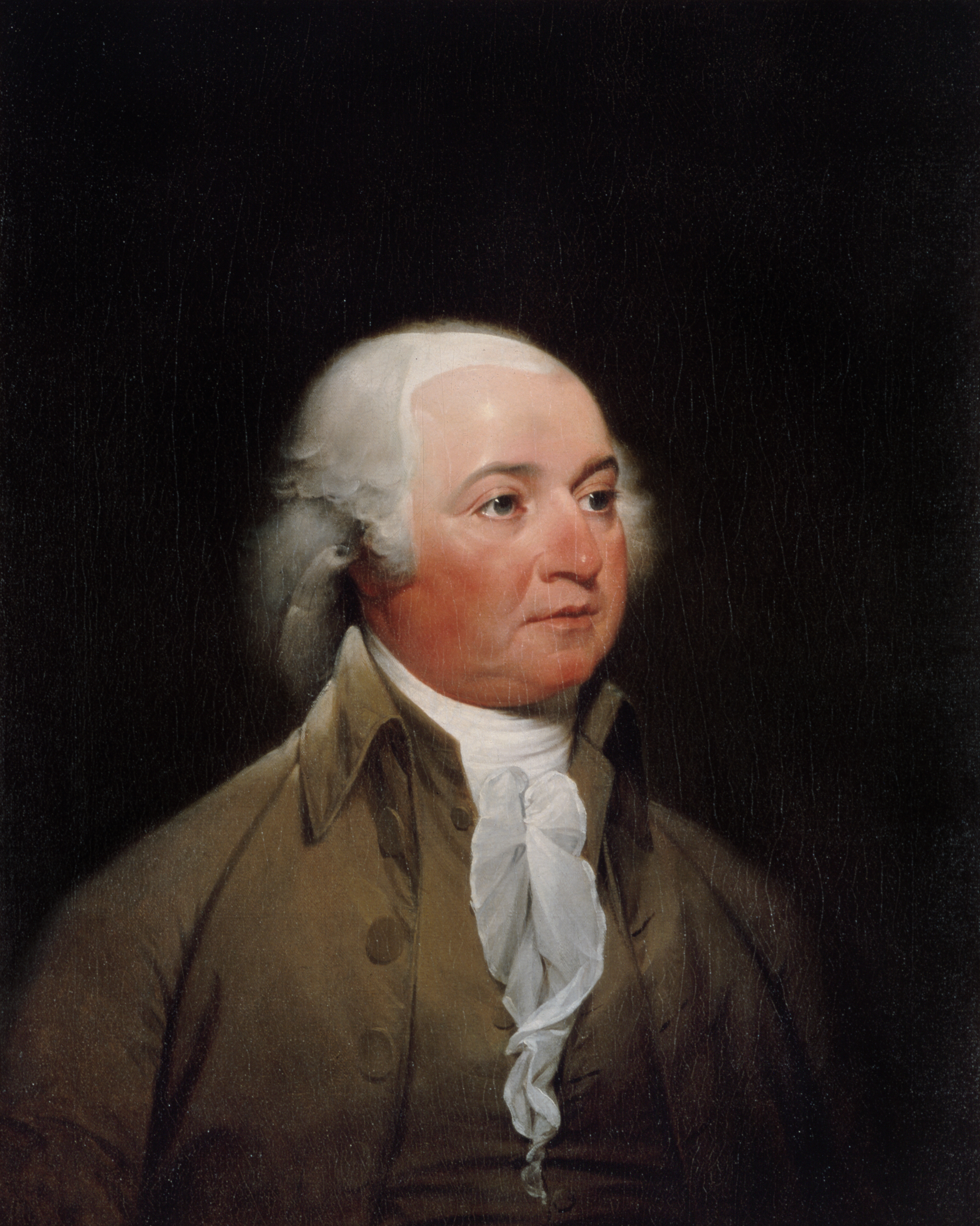
Il presidente del Senato John Adams.

I senatori furono eletti dai legislatori dello Stato. In questo Congresso, tutti i senatori furono appena eletti, e la classe 1 significava che il loro mandato si concludeva con questo Congresso, e richiedeva la rielezione nel 1790; la classe 2 significava che che il loro mandato si concludeva con il prossimo Congresso, e richiedeva la rielezione nel 1792, infine la classe 3 significava che che il loro mandato richiedeva la rielezione nel 1794.
Carolina del Nord
- 2. Vacante, dal 21 novembre 1789 al 27 novembre 1789

     Samuel Johnston (P), dal 27 novembre 1789
- 3. Vacante, dal 21 novembre 1789 al 27 novembre 1789

     Benjamin Hawkins (P), dal 27 novembre 1789
Carolina del Sud
- 2. Pierce Butler (P)
- 3. Ralph Izard (P)

Connecticut
- 1. Oliver Ellsworth (P)
- 3. William S. Johnson (P)

Delaware
- 1. George Read (P)
- 2. Richard Bassett (A)

Georgia
- 2. William Few (A)
- 3. James Gunn (A)

Maryland
- 1. Charles Carroll (P)
- 3. John Henry (P)

Massachusetts
- 1. Tristram Dalton (P)
- 2. Caleb Strong (P)

New Hampshire
- 2. Paine Wingate (A)
- 3. John Langdon (P)

New Jersey
- 1. Jonathan Elmer (P)
- 2. William Paterson (P), fino al 13 novembre 1790

     Philemon Dickinson (P), dal 13 novembre 1790
New York
- 1. Philip Schuyler (P)
- 3. Vacante, fino al 15 luglio 1789

     Rufus King (P), dal 16 luglio 1789
Pennsylvania
- 1. William Maclay (A)
- 3. Robert Morris (P)

Rhode Island
- 1. Vacante, dal 29 maggio 1790 al 7 giugno 1790

     Theodore Foster (P), dal 7 giugno 1790
- 2. Vacante, dal 29 maggio 1790 al 7 giugno 1790

     Joseph Stanton, Jr. (A), dal 7 giugno 1790
Virginia
- 1. William Grayson (A), fino al 12 marzo 1790

     John Walker (P), dal 31 marzo 1790 al 9 novembre 1790
     James Monroe (A), dal 9 novembre 1790
- 2. Richard Henry Lee (A)

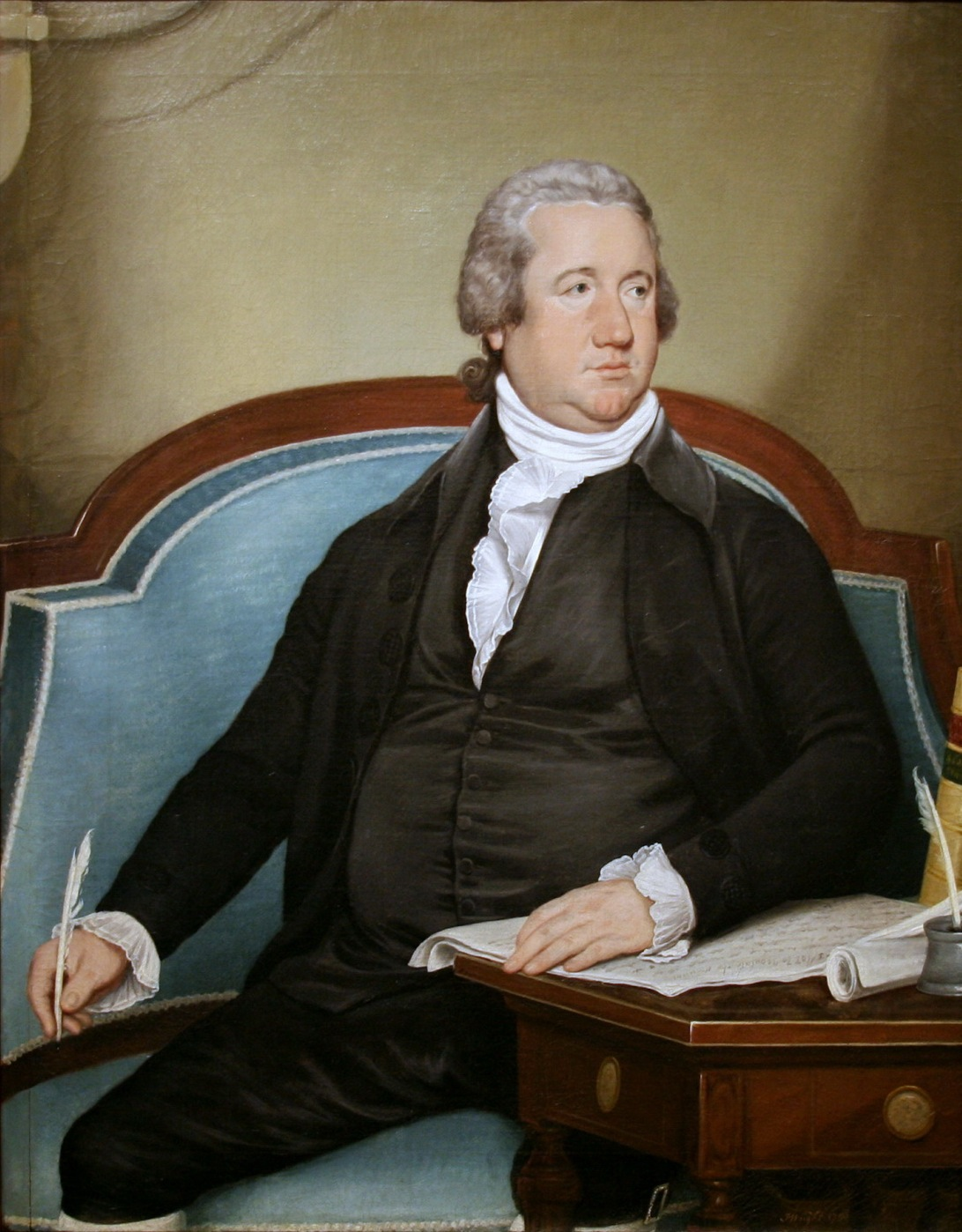
Lo speaker della Camera dei rappresentanti Frederick Muhlenberg.

### Camera dei rappresentanti
Carolina del Nord
- 1. Vacante, dal 21 novembre 1789 al 23 marzo 1790

     John Baptista Ashe (A), dal 23 marzo 1790
- 2. Vacante, dal 21 novembre 1789 al 18 marzo 1790

     Hugh Williamson (A), dal 19 marzo 1790
- 3. Vacante, dal 21 novembre 1789 al 5 aprile 1790

     Timothy Bloodworth (A), dal 6 aprile 1790
- 4. Vacante, dal 21 novembre 1789 al 18 aprile 1790

     John Steele (P), dal 19 aprile 1790
- 5. Vacante, dal 21 novembre 1789 al 15 giugno 1790

     John Sevier (P), dal 16 giugno 1790
Carolina del Sud
- 1. William L. Smith (P)
- 2. Aedanus Burke (A)
- 3. Daniel Huger (P)
- 4. Thomas Sumter (A)
- 5. Thomas Tudor Tucker (A)

Connecticut
- At-large. Benjamin Huntington (P)
- At-large. Roger Sherman (P)
- At-large. Jonathan Sturges (P)
- At-large. Jonathan Trumbull, Jr. (P)
- At-large. Jeremiah Wadsworth (P)

Delaware
- At-large. John Vining (P)

Georgia
- 1. James Jackson (A)
- 2. Abraham Baldwin (A)
- 3. George Mathews (A)

Maryland
- 1. Michael J. Stone (A)
- 2. Joshua Seney (A)
- 3. Benjamin Contee (A)
- 4. William Smith (A)
- 5. George Gale (P)
- 6. Daniel Carroll (P)

Massachusetts
- 1. Fisher Ames (P)
- 2. Benjamin Goodhue (P)
- 3. Elbridge Gerry (A)
- 4. Theodore Sedgwick (P)
- 5. George Partridge (P), fino al 14 agosto 1790, successivamente vacante
- 6. George Thatcher (P)
- 7. George Leonard (P)
- 8. Jonathan Grout (A)

New Hampshire
- At-large. Abiel Foster (P)
- At-large. Nicholas Gilman (P)
- At-large. Samuel Livermore (A)

New Jersey
- At-large. Elias Boudinot (P)
- At-large. Lambert Cadwalader (P)
- At-large. James Schureman (P)
- At-large. Thomas Sinnickson (P)

New York
- 1. William Floyd  (A)
- 2. John Laurance (P)
- 3. Egbert Benson (P)
- 4. John Hathorn (A)
- 5. Peter Silvester (P)
- 6. Jeremiah Van Rensselaer (A)

Pennsylvania
- At-large. George Clymer (P)
- At-large. Thomas Fitzsimons (P)
- At-large. Thomas Hartley (P)
- At-large. Daniel Hiester (A)
- At-large. Frederick Muhlenberg (P)
- At-large. Peter Muhlenberg (A)
- At-large. Thomas Scott (P)
- At-large. Henry Wynkoop (P)

Rhode Island
- At-large. Vacante, dal 29 maggio 1790 al 16 dicembre 1790

     Benjamin Bourne (P), dal 17 dicembre 1790
Virginia
- 1. Alexander White (P)
- 2. John Brown (A)
- 3. Andrew Moore (A)
- 4. Richard Bland Lee (P)
- 5. James Madison (A)
- 6. Isaac Coles (A)
- 7. John Page (A)
- 8. Josiah Parker (A)
- 9. Theodorick Bland (A), fino al 1º giugno 1790

     William B. Giles (A), dal 7 dicembre 1790
- 10. Samuel Griffin (P)

## Cambiamenti nella rappresentanza
Come già detto in precedenza, durante questo Congresso non vi furono dei veri e propri partiti. I suoi membri si organizzarono in fazioni legate da interessi comuni, che però sono state solo successivamente definite sulla base dell'analisi delle loro votazioni.
A ratificare la Costituzione per ultimi furono gli stati di New York, Carolina del Nord e Rhode Island. A causa di questo ritardo non furono in grado di inviare dei propri rappresentanti eletti all'inizio del 1º Congresso. Successivamente vennero aggiunti in tutto 6 seggi al Senato e 9 seggi alla Camera dei rappresentanti come indicato in tabella.

### Senato
Durante il primo Congresso si è avuta una dimissione, un decesso, una sostituzione con un senatore temporaneo e vennero assegnati sei nuovi seggi. La fazione Anti-Administration del Senato guadagnò un seggio, mentre quella Pro-Administration ne guadagnò quattro.
| Stato (classe)        | Membro precedente    | Ragione del cambiamento                                                                                             | Successore               | Data della successione      |
| --------------------- | -------------------- | --- | ------------------------ | --------------------------- |
| New York (3)          | Nuovo seggio         | Lo stato di New York non riuscì a nominare il senatore in tempo per l'inizio dei lavori del 1º Congresso.           | Rufus King (P)           | 25 luglio 1789              |
| New York (1)          | Nuovo seggio         | Lo stato di New York non riuscì a nominare il senatore in tempo per l'inizio dei lavori del 1º Congresso.           | Philip John Schuyler (P) | 27 luglio 1789              |
| Carolina del Nord (3) | Nuovo seggio         | La Carolina del Nord ratificò la Costituzione il 21 novembre 1789.                                                  | Benjamin Hawkins (P)     | Eletti il 27 novembre 1789  |
| Carolina del Nord (2) | Nuovo seggio         | La Carolina del Nord ratificò la Costituzione il 21 novembre 1789.                                                  | Samuel Johnston (P)      | Eletti il 27 novembre 1789  |
| Virginia (1)          | William Grayson (A)  | Deceduto il 12 marzo 1790.                                                                                          | John Walker (P)          | Nominato il 31 marzo 1790.  |
| Rhode Island (1)      | Nuovo seggio         | Il Rhode Island ratificò la Costituzione il 29 maggio 1790.                                                         | Theodore Foster (P)      | Eletti il 7 giugno 1790.    |
| Rhode Island (2)      | Nuovo seggio         | Il Rhode Island ratificò la Costituzione il 29 maggio 1790.                                                         | Joseph Stanton, Jr. (A)  | Eletti il 7 giugno 1790.    |
| Virginia (1)          | John Walker (P)      | James Monroe venne eletto per il seggio occupato temporaneamente da John Walker dopo il decesso di William Grayson. | James Monroe (A)         | Eletto il 9 novembre 1790.  |
| New Jersey (2)        | William Peterson (P) | William Peterson si è dimesso il 13 novembre 1790 dopo essere stato eletto Governatore del New Jersey.              | Philemon Dickinson (P)   | Eletto il 23 novembre 1790. |

### Camera dei rappresentanti
Durante il primo Congresso ci furono due dimissioni, un decesso e vennero attribuiti sei nuovi seggi. La fazione Anti-Administration guadagnò tre seggi, mentre la fazione Pro-Administration ne guadagnò due.
| Distretto                | Membro precedente    | Ragione del cambiamento                                            | Successore                                     | Data della successione                         |
| ------------------------ | -------------------- | ------------------------------------------------------------------ | ---------------------------------------------- | ---------------------------------------------- |
| New Hampshire (At large) | Benjamin West (P)    | Rifiuto della carica                                               | Abiel Foster (P)                               | 23 giugno 1789                                 |
| 1° Carolina del Nord     | Nuovo seggio         | La Carolina del Nord ratificò la Costituzione il 21 novembre 1789. | John Baptista Ashe (A)                         | 24 marzo 1790                                  |
| 2° Carolina del Nord     | Nuovo seggio         | La Carolina del Nord ratificò la Costituzione il 21 novembre 1789. | Hugh Williamson (A)                            | 19 marzo 1790                                  |
| 3° Carolina del Nord     | Nuovo seggio         | La Carolina del Nord ratificò la Costituzione il 21 novembre 1789. | Timothy Bloodworth (A)                         | 6 aprile 1790                                  |
| 4° Carolina del Nord     | Nuovo seggio         | La Carolina del Nord ratificò la Costituzione il 21 novembre 1789. | John Steele (P)                                | 19 aprile 1790                                 |
| 5° Carolina del Nord     | Nuovo seggio         | La Carolina del Nord ratificò la Costituzione il 21 novembre 1789. | John Sevier (P)                                | 16 giugno 1790                                 |
| Rhode Island (At large)  | Nuovo seggio         | Il Rhode Island ratificò la Costituzione il 29 maggio 1790.        | Benjamin Bourne (P)                            | 17 dicembre 1790                               |
| 9° Virginia              | Theodorick Bland (A) | Deceduto il 1 giugno 1790.                                         | William B. Giles (A)                           | 7 dicembre 1790                                |
| 5° Massachusetts         | George Partridge (P) | George Partridge si è dimesso il 14 agosto 1790.                   | Il seggio rimase vacante fino al 2º Congresso. | Il seggio rimase vacante fino al 2º Congresso. |

## Comitati
Qui di seguito si elencano i singoli comitati e i presidenti di ognuno (se disponibili).

### Senato
- Whole

### Camera dei rappresentanti
- Elections
- Rules (select committee)
- Ways and Means
- Whole

### Comitati bicamerali (Joint)
- Enrolled Bills